# 더글러스 래프레이크
더글러스 래프레이크(Douglas Lapraik, 1818년 10월 7일 런던 ~ 1869년 3월 24일 런던)는 영국인 시계공, 조선업자이자 해운 거물로, 스코틀랜드인 혈통이며, 그의 사업 제국과 홍콩상하이은행을 비롯한 영국령 홍콩의 초기 대기업 다수 설립에 기여한 것으로 가장 유명하다.

## 전기

### 초기 생애
더글러스 래프레이크는 1818년 10월 7일 잉글랜드 런던에서 조지 랜카인 래프레이크와 그의 아내 수잔 래프레이크(블랙) 사이에서 태어났다. 래프레이크의 가족은 잉글랜드에서 태어났지만 스코틀랜드인 혈통으로, 에어셔주 이스트킬브라이드의 리크프리빅 귀족 가문 출신으로 추정되며, 주요 영지는 리크프리빅 성이었고, 1397년 로버트 3세의 통치부터는 킬브라이드의 영주이자 영주권과 관련된 수입의 소유자였다. 조지 랜카인 래프레이크는 원래 스코틀랜드 서부 뮤어커크 출신으로, 스코틀랜드 무역 회사인 윌리엄 매시슨 & 컴퍼니의 런던 지사에서 외국인 노동자로 일했다. 부부는 존 래프레이크(1814년~1839년), 더글러스 래프레이크, 조지 랜카인 래프레이크를 포함하여 다섯 명의 자녀를 두었다.
더글러스 래프레이크는 1819년 3월 2일 시티오브런던의 런던 월에 있는 스코치 교회에서 세례를 받았다.

### 경력

#### 마카오
래프레이크는 1839년 마카오에 도착하여 레오나드 저스트라는 스코틀랜드인 시계 제작자의 회사인 저스트 & 선에서 견습생이 되었다. 1842년, 저스트는 새롭게 설립된 식민지에 회사 지점을 개설하기 위해 래프레이크를 영국령 홍콩으로 보냈다.

#### 홍콩

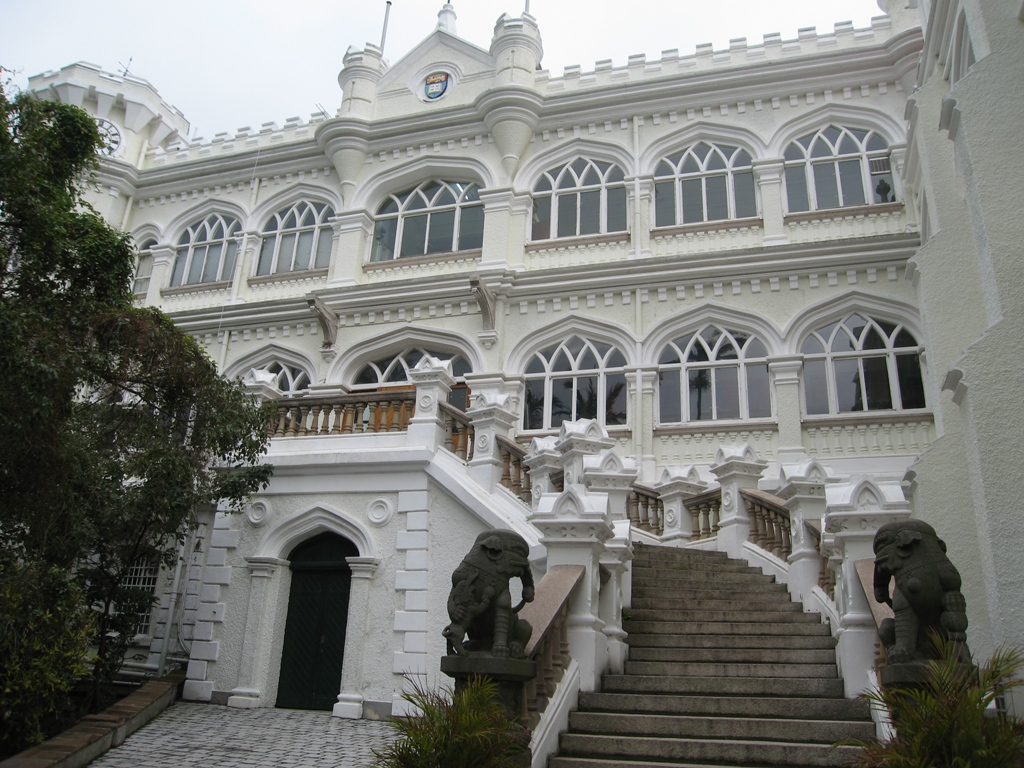
포크람의 더글러스 캐슬(현재 홍콩 대학 학사) 정문 전경, 2012년에 촬영.

래프레이크는 전년도 제1차 아편 전쟁 이후 홍콩이 영국 왕실에 영원히 할양된 후, 1842년 마카오에서 영국령 홍콩 왕령 식민지에 도착했다. 식민지에 도착한 직후, 래프레이크는 1846년까지 시계공으로서 자신의 사업을 시작했으며, 동시에 저스트 & 선에서도 비슷한 업무를 수행한 것으로 보인다.
크로노미터 및 시계 제작 사업으로 인해, 그리고 식민지 내 해운 회사들이 현지 주소를 등록해야 할 필요성 때문에, 래프레이크는 곧 해운 대리인으로 임명되었다.
래프레이크는 1850년대와 1860년대에 부유한 홍콩의 타이판으로 자리매김했으며, 식민지의 많은 사업 벤처 설립에 참여하고 사업 이권을 식민지 경제의 여러 부문으로 확장했다.
1855년 설립된 식민지 최초의 영어 공립학교인 세인트 앤드루 스쿨의 위원회에서 래프레이크는 스톤턴 가에서 봉사했으며, 이 학교는 1861년에 문을 닫았다.
1858년, 래프레이크의 큰형의 아들인 존 스튜어드 래프레이크가 홍콩에 도착하여 삼촌의 사업에 합류했다. 스튜어드 래프레이크는 1869년 래프레이크 사망 후 삼촌의 사업 제국을 대부분 물려받게 된다.
1861년, 래프레이크는 홍콩 상공회의소의 설립자 중 한 명이 되었다.
1862년, 래프레이크는 페더 거리 시계탑 건설에 크게 기여했다. 페더 거리와 퀸즈 로드 센트럴 교차로에 서 있던 이 시계탑은 빅토리아 항구에서 보였으며, 1862년 신년전야에 처음 선보였고 1913년까지 서 있었다. 시계의 얼굴 중 하나는 나중에 구룡-광둥 철도 시계탑에 통합되었다.

중화민국에 위치한 구 더글러스 래프레이크 & 컴퍼니 본사.

1863년, 퀸즈 로드 이스트에 있는 조선소를 인수한 후 헝공자이와 왐포아에 두 개를 더 건설한 래프레이크는 자딘 매시슨과 페닌슐라 앤드 오리엔탈 증기선 회사의 홍콩 대리인인 토마스 서덜랜드와 함께 홍콩 앤드 왐포아 독 컴퍼니를 공동 설립했다. 이 회사의 법인 설립은 1864년 1월 4일 홍콩 데일리 프레스에 발표되었다. 이 조선소는 전성기에는 아시아에서 가장 큰 조선소가 되었다. 결과적으로 이 회사는 홍콩에 등록된 최초의 유한회사가 되었고, 이는 정부가 1865년 회사 조례 작업을 시작하는 계기가 되었다.
1864년, 래프레이크는 1865년에 설립될 홍콩상하이은행의 임시 창립 위원회 위원으로 임명되었다. 1864년 후반에는 포크람에 그의 고딕 양식 저택인 더글러스 캐슬(현재는 나자렛 하우스)의 완공을 감독했는데, 이곳은 현재 홍콩 대학의 학사이다. 래프레이크는 1861년에 정부로부터 당시 Rural Building Lot 32로 알려진 310,227 제곱피트 부지를 75년간 임차했으며, 그때부터 성에 그의 집과 사업 본부를 건설해 왔지만, 오래 사용하지는 못했다.
래프레이크는 또한 1865년 홍콩 홍콩 기업 등록국이 처음 설립될 때 회사 번호 0000002로 등록된 홍콩-광둥-마카오 기선 회사의 설립 이사였다. 1865년은 래프레이크가 네덜란드인 찰스 앙리 모리스 보스만(호푹과 로버트 호텅의 아버지), 홍콩 앤드 왐포아 독 컴퍼니의 이사, 그리고 독일인이자 프로이센 및 오스트리아의 홍콩 주재 영사였던 구스타프 폰 오버베크 남작과 함께 홍콩 호텔 회사의 설립 이사로 참여하기 시작한 해이기도 하다. 이 회사는 1868년 페더 거리와 퀸즈 로드 센트럴에 홍콩 호텔을 개장했는데, 이는 당시 도시 최초의 고급 호텔이었다. 이 호텔 그룹은 홍콩-상하이호텔 그룹으로 발전하게 된다.

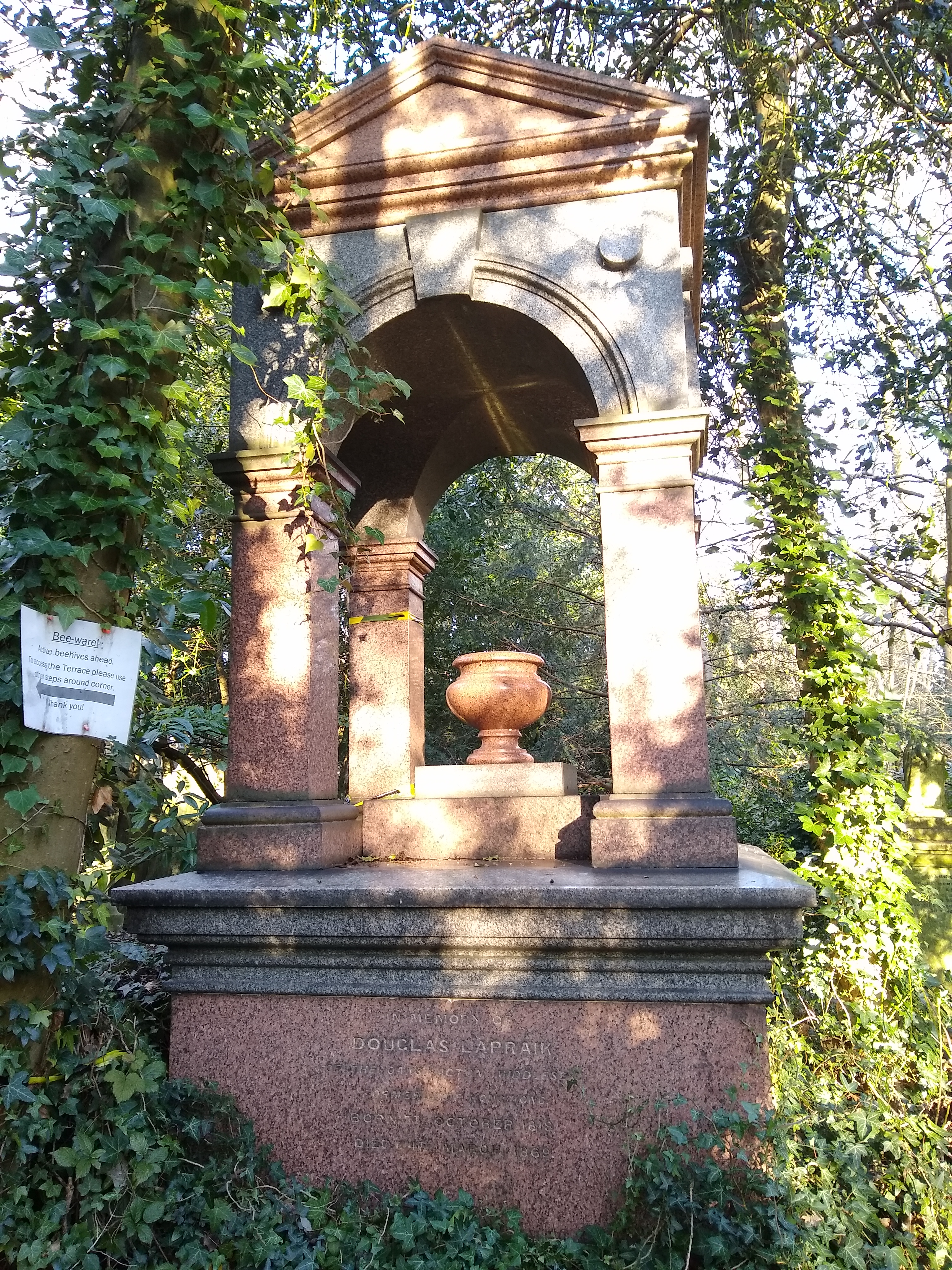
하이게이트 묘지(웨스트 사이드)에 있는 더글러스 래프레이크의 묘

래프레이크는 건강 문제로 1866년 중반 홍콩을 떠나 런던으로 돌아왔다. 1855년, 래프레이크는 그의 시계 제작 회사인 더글러스 래프레이크 차이나의 모든 지분을 그의 동료인 조지 팔코너에게 양도했는데, 그는 젊은 시절 저스트 & 선에서 함께 견습생이었다. 회사는 조지 팔코너 & 컴퍼니로 이름이 바뀌었고, 1997년에 리힝 그룹에 매각되었다.

## 사망
래프레이크는 은퇴하고 1866년 그의 오랜 중국인 정부를 위해 신탁을 설정한 후 잉글랜드로 돌아왔다. 돌아온 후, 1866년 11월 28세의 줄리아 헌과 결혼했다. 부부에게는 자녀가 없었다. 그는 1869년 3월 런던에서 합법적인 상속인 없이 사망했으며, 하이게이트 묘지(웨스트 사이드)에 묻혀 있다.

## 가족과 후손
래프레이크는 1866년 11월 캐리스브룩 성 영주의 딸인 28세의 줄리아 헌과 결혼했다. 부부에게는 자녀가 없었으며 래프레이크는 1869년 3월에 사망했다. 래프레이크 사망 후, 그의 조카 존 스튜어드 래프레이크는 1883년 더글러스 증기선 회사를 설립하여 래프레이크의 기선 사업을 계속 운영하고 더글러스 래프레이크 & 컴퍼니가 소유한 다른 자산도 관리했다.
1867년, 래프레이크의 조카이자 존 스튜어드 래프레이크의 여동생인 제인 래프레이크가 홍콩에서 로버트 엘리스 베이커와 결혼했다. 존 스튜어드 래프레이크는 1893년 사망할 때까지 홍콩에서 삼촌의 사업 활동을 계속했으며, 존 더글러스 래프레이크(1866년)와 토마스 스튜어드 래프레이크(1867년) 두 자녀도 이 사업에 참여했다.

## 유산

### 법률
1856년과 1861년 사이에 래프레이크는 조지 체이프와 함께 원고로서 피고인 사일러스 이녹 버로우즈를 상대로 소송을 제기했는데, 이 소송은 하급 부해군법원에서 시작하여 1859년 마침내 홍콩 고등법원에서 증기선 SS 오스트레일리아의 소유권 분쟁에 대해 심리되었다. 이 배는 약 1852년에 홍콩에 도착했는데, 심하게 손상되어 수리가 필요했다. 문제의 수리 비용은 배의 실제 가치를 초과했으며, 임금 및 경비로 인한 부채로 인해 악화되었다. 선장이 배를 팔기 위한 허가를 미국인 소유주로부터 얻는 데는 최대 4개월이 걸렸을 것이며, 선장에게는 이용 가능한 재정적 선택지가 없었다. 이러한 상황은 선장이 관련 허가를 기다리지 않고 배를 팔아야 할 필요성을 야기했다. 이 사건은 상법과 관련하여 판례에서 사무관리 개념을 발전시키는 데 기여했는데, 이는 비상 상황, 본인과의 의사소통 불능 상황에서 선장에게 선박 소유주의 대리인으로서 행동할 책임을 부여하며, 그러한 대리인이 선의로 행동하는 경우에 해당한다.

### 이름이 붙여진 것들
- 더글러스 스트리트, 홍콩 센트럴[16]
- 더글러스 레인, 홍콩 센트럴[16]
- 더글러스 캐슬, 포크람[16]
- 더글러스 빌라, 홍콩 센트럴 미드레벨스[16]